# Georg Pittrich
George Washington Pittrich (* 22. Februar 1870 in Dresden; † 17. März 1934 in Nürnberg) war ein deutscher Komponist und Kapellmeister.

## Leben
Pittrich besuchte das Konservatorium für Musik und Theater in Dresden von 1884 bis 1890, zu dessen Lehrplan theoretische Fächer und Tasten-, Saiten- sowie Blasinstrumente zählten. Zudem wurden die Schüler in Redekunst und in Gesang unterwiesen. Ebenso gehörte zum Lehrprogramm eine Bühnenausbildung. Das Konservatorium wurde 1856 als Privatlehranstalt gegründet und beim 25-jährigen Bestehen im Jahre 1881 verlieh ihm der König von Sachsen das Prädikat „Königliches Konservatorium“. Seine Lehrer am Konservatorium waren: Ferdinand Braunroht (* 1856; † 1913) für Harmonielehre, Kontrapunkt und Klavier; Felix Draeseke (* 1835; † 1913) für Formenlehre und höhere Komposition; Adolf Hagen (* 1851; † 1926), für Orchester-, Kompositionslehre und Direktionskenntnis sowie Direktionsübung; Emil Robert Höpner, Kreuzorganist (* 1846; † 1903) ab 1885 (1902 Ruhestand) und Lehrer am Konservatorium für Klavier seit 1874 und seit 1. November 1885 für Orgel; Theodor Fürchtegott Kirchner (* 1823; † 1903) für Partiturspiel; Emil Naumann (1827–1888) für Musikgeschichte und Alfred Bertrand Roth (* 1855, † 1938) für Klavier als Spezialfach. Einen vom Rat der Stadt Dresden gestifteten Orgelpreis bekam Pittrich 1888 nach sechsmonatigem Orgelunterricht bei Emil Höpner.
Anlässlich des 40. Jahrestages der Übernahme der Schirmherrschaft über das Dresdner Konservatorium durch den sächsischen Kronprinz wurden 1898 in Anwesenheit des nunmehrigen Königs Albert von Sachsen auf der Festveranstaltung u. a. zwei von Pittrich komponierte Lieder vorgetragen: „Hoffnung“ und „Du allein“.
Im Rahmen eines Konzerts des Konservatoriums im Herbst 1888 spielte Pittrich auf der Orgel der Dresdner Kreuzkirche das „Präludium und Fuge für Orgel“ in H-Moll von Johann Sebastian Bach sowie die „Sonate für Orgel, zu vier Händen“, in D-Moll von Gustav Merkel gemeinsam mit seinem Mitschüler Paul Claußnitzer aus Niederschöna, der den Orgelunterricht bei Höpner ebenfalls besucht hatte und auch das Reifezeugnis als Organist bekam.
Im Juli 1890 beteiligte sich Pittrich an einem Liederabend in Schandau. Er spielte am Konzert-Flügel die „Sonate As-Dur Op. 110, 1. Satz“ von Beethoven und eine „Etüde“ in C-Moll von Chopin sowie ein von ihm selbst komponiertes Werk, eine Nocturne in Fis-Dur.
Nach seiner musikalischen Ausbildung, die er mit Auszeichnung abschloss, erhielt Pittrich 1890 eine Stelle als Korrepetitor an der Hofoper in Dresden. Bei Theaterproben hatte er durch Klavierspiel die Schauspieler anstelle des Orchesters zu begleiten. Außerhalb seiner hauptberuflichen Tätigkeit wirkte der junge Pianist vorübergehend 1892 als Leiter bzw. Dirigent des Dresdner Männergesangvereins „Liedergruß“ in „Meinholds Säle“ mit Übungsstunden einmal wöchentlich.
Er füllte zudem die Position eines Musiklehrers am Sächsischen Hof von 1895 bis 1898 aus. George Washington Pittrich war in dieser Funktion zeitweilig Lehrer der damaligen Kronprinzessin am sächsischen Königshof, Luise.

### Mitarbeit im Tonkünstler-Verein
Pittrich trat nach Ende seines Studiums am Dresdner Konservatorium 1890 als Pianist und Komponist dem 1854 gegründeten Tonkünstler-Verein zu Dresden bei, der auch auswärtige Mitglieder hatte. Er lernte dort vor allem bisher nicht einstudierte musikalische Werke kennen, bildete sich durch gemeinsames Musizieren weiter und stellte eigene Kompositionen vor. Die von ihm komponierte und damals nur als Manuskript vorhandene „Fantasie für Pianoforte und Streichorchester“ trug Pittrich 1893 in einer Übungsstunde des Vereins erstmals vor. Von ihm komponierte Lieder kamen 1898 unter seiner Mitwirkung am Klavier zur Aufführung. Als Sänger stellte sich Ernst Wachter (1872–1931) vom Königlichen Opernhaus in Dresden dem Tonkünstler-Verein zur Verfügung. Als Kapellmeister in Hamburg und Frankfurt am Main ist Pittrich in den Berichten über den Tonkünstler-Verein als auswärtiges Mitglied benannt, nachdem er im Berichtsjahr 1897/98 noch als Korrepetitor und Komponist im Mitglieder-Verzeichnis bei den Dresdner Künstlern aufgeführt wurde.

### Auszeichnungen
Pittrich wurde das Reifezeugnis als Pianist, Komponist und Dirigent zugesprochen auf Beschluss des Lehrerkollegiums des Konservatoriums vom 16. März 1890, nachdem er im Jahr zuvor bereits das Zeugnis als Organist erhalten hatte. Als Kompositionsschüler aus der Klasse des Konservatoriums-Lehrers Felix Draeseke erhielt er für die Partituren zur Musik der h-Moll-Messe von Johann Sebastian Bach und der Musik von Felix Mendelssohn Bartholdy zu William Shakespeares Sommernachtstraum eine Prämie aus der Friedrich-Pudor-Stiftung im Schuljahr 1989/90. Er bekam ein „Preiszeugnis“ für vorzügliche Leistungen als Klavierspieler aus der Klavier-Klasse von Bertrand Roth.
Im Jahre 1894 wurde dem Komponisten und Korrepetitor am Hoftheater der königlich-sächsische Verdienstorden, das Albrechtskreuz, verliehen. Es war das Jahr, in welchem Anfang Februar die von Pittrich komponierte Oper Marga in Dresden aufgeführt wurde und „einen vollen Erfolg erzielte“.

### Unfall
Pittrich wurde im August 1894 an der Ostsee in der Nähe von Lohmen auf Rügen von einer Giftschlange gebissen. Dadurch schwollen Hand und Arm bis zur Achsel gefährlich an. Er musste nach Greifswald reisen, „wo ein Universitätsprofessor der Blutvergiftung wirksame Mittel entgegenstellen konnte“, berichtete zeitnah aus Sachsen am 23. August die deutschsprachige amerikanische Zeitung Indiana Tribüne über den „Correpetitor der Königl. Hofoper Georg Pittrich“ in Dresden. „Viel hätte nicht gefehlt und der junge Künstler hätte ein vorzeitiges Ende gefunden“, schrieb der Dresdner Schriftsteller und Redakteur Roeder zum Unfall des damaligen Mitglieds der „Königlichen musikalischen Kapelle“ und jungen Komponisten Pittrich. Philipp Ernst Roeder (* 1862; † 1897) erwähnte in der biographischen Skizze auch, dass es sich um den Biss einer Kreuzotter auf der Insel Rügen handelte, den die Greifswalder Universitätsklinik erfolgreich behandelte.
Ein Jahr zuvor wurde Pittrich den Zeitungslesern von Indiana Tribüne als „junger Komponist“ im Zusammenhang mit der Ankündigung seiner einaktigen Oper „Mara“ vorgestellt, die als „erste Novität in der Dresdener Hofoper“ aufgeführt wurde. Dabei hob die Nachricht aus Dresden die erstklassige Besetzung hervor, z. B. mit der Kammersängerin Therese Müller (* 1850; † 1930), genannt Malten.
Am Klavier begleitete Pittrich Dresdner Sängerinnen bei auswärtigen Auftritten, so die Königlich-Sächsische Hofopernsängerin Maria Bossenberger (1872–1919) am 29. März 1898 bei ihrem Liedvortrag in Leipzig im Rahmen der Liszt-Vereinskonzerte.

### Kapellmeister an mehreren deutschen Theatern
Anschließend an seine musikalische Tätigkeit als Korrepetitor am Dresdner Hoftheater wurde Pittrich Dirigent an verschiedenen deutschen Theatern, unter anderem in Hamburg (ab 1898), Frankfurt/Main (ab 1901), in Dresden am Central-Theater (ab 1904). Am Dirigentenpult in Berlin stand Pittrich erstmals 1911, als in der alten Komischen Oper die Operette Der verbotene Kuss aufgeführt wurde, berichtete der Berliner Journalist Leo Heller (1876–1941). Im „Central-Theater“ in Dresden fand im Frühjahr 1912 das „Abschiedsbenefiz“ zugunsten des „langjährig beliebten Kapellmeisters“ statt, der „als Dirigent an den Wintergarten Berlins“ ging.
In seiner Zeit als 1. Kapellmeister am Wintergarten und Komponist wohnte Pittrich in der damaligen Landgemeinde Zehlendorf vor den Toren der Hauptstadt.
Ab 1914 wirkte Pittrich in Nürnberg. Dort war er seit 1922 Kapellmeister am Stadttheater. Er arbeitete auch als Lehrer für Rollenstudium am Nürnberger Konservatorium. In Nürnberg nannte sich Pittrich mit den Vornamen George Washington, wie ihn bereits in Dresden das offizielle Adressbuch namentlich aufnahm.
Mit seinem Taufnamen „George Washington“ wurde Pittrich in den USA wie auch in England als Komponist bekannt. Das Einwohnerbuch Nürnberg 1928 weist „G. Pittrich“ als Kapellmeister wie auch als Dirigent aus, insbesondere war er zu jener Zeit als „Chordirigent“ am dortigen Alten Stadttheater tätig. Pittrichs Geburtstag fiel mit dem des ersten amerikanischen Präsidenten George Washington am 22. Februar zusammen und so kam es, dass sein Vater Carl Gottlob, später Gottlieb, Pittrich (* 1831; † 1908), der damals „beim amerikanischen Klub angestellt“ war, ihm den Präsidentennamen als Vornamen gab.

### Schaffen
Sein erstes Honorar verdiente sich der Komponist mit der Auftragsarbeit, eine Musik zu Schillers „Die Jungfrau von Orleans“ zu schaffen. Der 21-Jährige übte seine Komposition mit der Hofkapelle ein und dirigierte das Orchester selbst, als das Drama in Dresden 1891 uraufgeführt wurde. Der Komponist widmete der Königlich Sächsischen Kammersängerin Clementine von Schuch-Proska (1850–1932) zwei seiner Lieder, das „Wiegendlied“ und das Lied „Mägdlein, nimm dich in Acht“, die im Herbst 1891 erschienen und „sofort populär“ wurden.
Pittrich schrieb Musik für Opern und Schauspiele. Beispielsweise komponierte er unter dem Namen Georg Pittrich für das Schauspiel „Das Märchen vom Glück“ die zur Handlung gehörende Musik, wobei das Aufführungsrecht und die Noten durch Vermittlung der E. Pierson’s Verlagsbuchhandlung in Dresden und Leipzig von der Autorin Adele Osterloh zu erhalten waren. Der Musikkritiker und Schriftsteller Friedrich Adolf Geißler (* 1868; † 1931) beurteilte Pittrich als „hochbegabten und energischen Kapellmeister“ und nahm dabei Bezug auf dessen „musikalisch vortreffliche“ Vorbereitung der Aufführung von Franz Lehars Operette „Der Mann mit den drei Frauen“ im „Central-Theater“ Dresden.
Zuvor bescheinigte der Musikkritiker Geißler dem Kapellmeister Pittrich, dass dieser sich „als fein empfindender, sicherer und temperamentvoller Dirigent bestens bewährt“ und bezog sich dabei auf die Erstaufführungen „Die Dollarprinzessin“ von Leo Fall und Heinrich Bertés Operette „Der kleine Chevalier“ in Dresden 1907 durch das Zentraltheater. Zu den erfolgreichen Kompositionen aus der Dresdner Zeit Pittrichs zählte u. a. die Musik für das Weihnachtsmärchen „Die Mäusekönigin“ oder „Wie der Wald in die Stadt kam“, für das F. A. Geißler den Text schrieb. Das Stück erlebte am 4. Januar 1906 im Zentraltheater Dresden seine 25. Aufführung. Der Musikkritiker Ludwig Hartmann (1836–1910) würdigte Pittrich als einen „talentvollen Dirigenten“, der „aus dem ursprünglichen Varietéorchester“ des Dresdner Central-Theaters „Disziplin und Zartheit herausgearbeitet hat“ und er bezog sich dabei auf die Qualität des Dirigierens Leo Falls (1873–1925) Operette „Der fidele Bauer“ im Jahre 1909.

### Bildnis
Ein Bildnis des Komponisten Georg Pittrich veröffentlichte das amtliche Blatt des Deutschen Bühnenvereins „Bühne und Welt“ 1899/1900. Er wird dort von Goby Eberhardt als „ein junger talentvoller Musiker, dessen Oper Marga in Dresden großen Beifall fand“, charakterisiert. Als junger Musiker wurde Georg Pittrich – gekleidet im Frack und weißen Oberhemd mit schwarzer Fliege, gestützt mit seiner linken Hand auf einer Kommode und mit der rechten Hand an der Taschenuhr-Kette die Weste berührend – porträtiert durch den Königlich-sächsischen und Königlich-preußischen Hof-Photographen Wilhelm Höffert. Ein Brustbild dieses Motivs ist 1896 in den biografisch-kritischen Skizzen des Dresdner Hoftheaters veröffentlicht worden.
Hoflieferant Höffert warb mit den Wappen der sächsischen und preußischen Herrscherhäuser sowie dem des Prince of Wales auf dem Kabinettfoto.
Ein Hüftbild von Pittrich, fotografiert 1902 vom Hof-Photographen Arthur Marx in Frankfurt am Main, befindet sich in der Sammlung der dortigen Stadt- und Universitäts-Bibliothek seit 2003. In jener Zeit arbeitete Pittrich als (2.) Kapellmeister der vereinigten Stadttheater in Frankfurt am Main, insbesondere ab 1901 am Opernhaus. Das zeitgenössische Theater-Memorial druckte ein Porträtfoto von ihm ab und es nannte den Kapellmeister mit Vor- und Familiennamen „Georg Pittrich“, während er im Adressbuch für 1902 mit dem Namen „Pittrich George W.“ eingetragen worden ist. Das Bildnis im „Theater-Memorial“ zeigt Pittrich mit einem Schnurrbart im dunklen Anzug, vor einem runden Tisch stehend, während er sich mit seiner rechten Hand auf ein dort liegendes Buch stützt. Im Mai 1901, als Pittrich in Hamburg noch als Kapellmeister wirkte, hatte er einen Abzug des Originals der Sopranistin Bianca Bianchi, eigentlich verwitwete Pollini († 1897), geborene Bertha Schwarz, (* 1855 † 1947) anlässlich ihres Abschieds von der Bühne mit einer handgeschriebenen Widmung auf der Rückseite geschenkt.

## Vermächtnis
Pittrich starb im Alter von 64 Jahren in Nürnberg. Bereits 1931 wurde er in seiner letzten Funktion als „Leiter der Schauspielmusik“ und nicht mehr als „Chordirektor“ wie noch 1930 bei den „Vereinigten Städtischen Theatern Nürnberg-Fürth“ aufgeführt. Seine Wohnung lag in der Campestraße 4 im Nürnberger Stadtteil „Sankt Johannis“.
Der Nürnberger Musikwissenschaftler Wilhelm Dupont (* 1905; † 1992) hat die Werkausgaben des Komponisten Pittrich zwischen 1890 und 1908 in einem Verzeichnis erfasst.
In einem Nachruf der „Genossenschaft Deutscher Bühnen-Angehöriger“ für die Toten aus dem Monat März 1934 betonte die Herausgeberin bei Pittrich, dass er sich mit seiner Musik, insbesondere durch die in Nürnberg entstandene Komposition zu „Prinzessin Turandot“, die 1923 in der zweitgrößte Stadt Bayerns uraufgeführt wurde, „viele Freunde“ erwarb.
Der älteste Sohn von George Washington Pittrich und seiner Ehefrau Else, geborene König, der Schauspieler Fritz Pittrich (* 1904), arbeitete bei den „Städtischen Bühnen Nürnberg“ als Inspizient und Schauspieler, als G. Pittrich dort nicht mehr als Chefdirigent und Kapellmeister wirkte.
Konzertpauken mit Hand gehämmerten Kupferkesseln in Kesselgrößen nach der Pittrich-Dresdner-Tradition gehen auf eine Erfindung seines Vaters Carl (auch Karl) Pittrich zurück, als dieser 1881 Orchesterdiener der Hofkapelle in Dresden war. Pittrich entwickelte seit 1872 eine Konstruktion mit der die Fellspannung der Pauke durch Pedaltritte geregelt wird und nicht durch eine Kurbel.
Der 2009 in Halle (Saale) gegründete Verein STRASSE DER MUSIK nahm Georg Pittrich anlässlich seines 150. Geburtstages in die Liste mitteldeutscher Komponisten-Jubiläen … für das Jahr 2020 auf.
Der Familienname Pittrich ist die oberdeutsche Form des Namens Bittrich, mittelhochdeutsch: büterich und bedeutet so viel wie „ein bauchiges Trinkgefäß“, galt jedoch auch als Spottname für den „Wohlbeleibten“.

## Werke (Auswahl)
- Was ihr wollt. Drei Lieder für Singstimme und Klavier; Opus 4[77]
- Musik für die Handlung von Die blonde Kathrein. Ein Märchenspiel nach Andersen von Richard Voß[78]
- Lied Hoffnung, für eine Singstimme mit Pianoforte; Opus 18[79]
- Krönungsmarsch aus Die Jungfrau von Orleans[80]
- Schlafe, mein Söhnchen, schlaf bald. Wiegenlied für Singstimme und Klavier[81]
- Kegelbrüder-Marsch[82]
- Serenade für kleines Orchester, Opus 21, Entstehungszeit um 1899
- Musik für Das Märchen vom Glück, Schauspiel in vier Akten, Dichtung: Adele Osterloh
- Musik für Marga, Oper in einem Aufzug, aufgeführt 1894 in Dresden unter Ernst von Schuch[83]
- Drei Lieder für Männerchor, Opus 35: Immer sich regend, immer bewegend; Mir ist, als ob der Frühling; Du lieber goldner Sonnenschein[84]
- Trompeterständchen für B-Trompete (Kornett) mit Klavier, Opus. 37[85]
- Ich hab auf meiner Wanderung. Wanderlied für Männerstimme und Klavier; Opus 38[86]
- Barcarole, Opus 41, Werk für Violine mit Klavierbegleitung, Erstveröffentlichung 1901,[87]
- Abendlied, Opus 42, Deutsche Lokal-Nachricht Veröffentlichung um 1902[88]
- Pechvogel und Lachtaube. Tanzmärchen nach Texten von Karl Scheidemantel[89]
- Abendlied für Streich-Orchester. Opus 42[90]
- Alexander-Marsch für Klavier. Opus 60[91]
- Central-Theater-Marsch für Klavier; Entstehungszeit 1905[92]
- Musik für das Weihnachtsmärchen Die Mäusekönigin um 1905/06
- Musik für: Der Stern von Bethlehem. Ein deutsches Weihnachts- und Krippenspiel in vier Bildern von F. A. Geißler um 1908[93]
- Husarenfieber, Marsch für Orchester oder Klavier, Entstehungszeit 1908[94]
- Beethoven: Ich lade Euch zu einer ernsten Feier[95]
- Musik für Prinzessin Turandot. Untertitel: „Schaurette nach Carlo Gozzi“ von Waldfried Burggraf, der diese 1923 unter dem Pseudonym Friedrich Forster dichtete.[96]
- Musik für das Ballett Pechvogel und Lachtaube: pantomimisches Tanzmärchen von Karl Scheidemantel (1859–1923)[97]